# Ilhas Anzhu

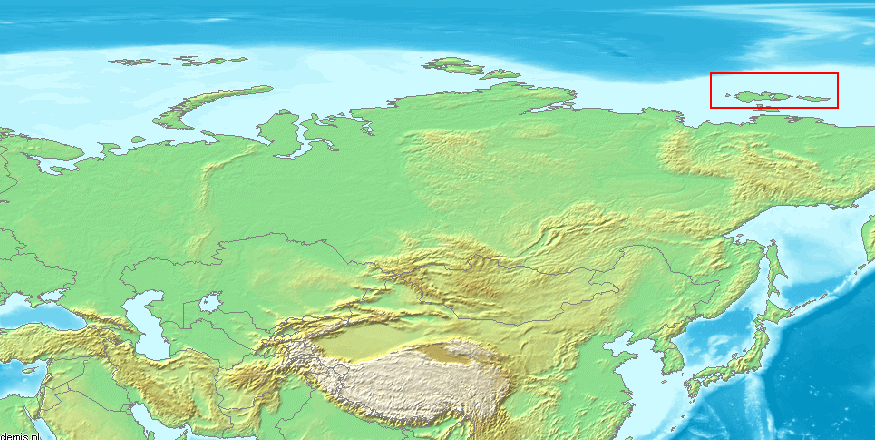
Localização das Ilhas da Nova Sibéria na Rússia

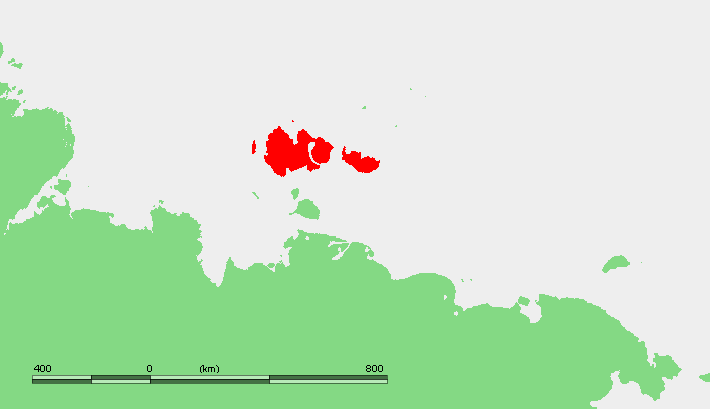
Localização das ilhas Anzhu.

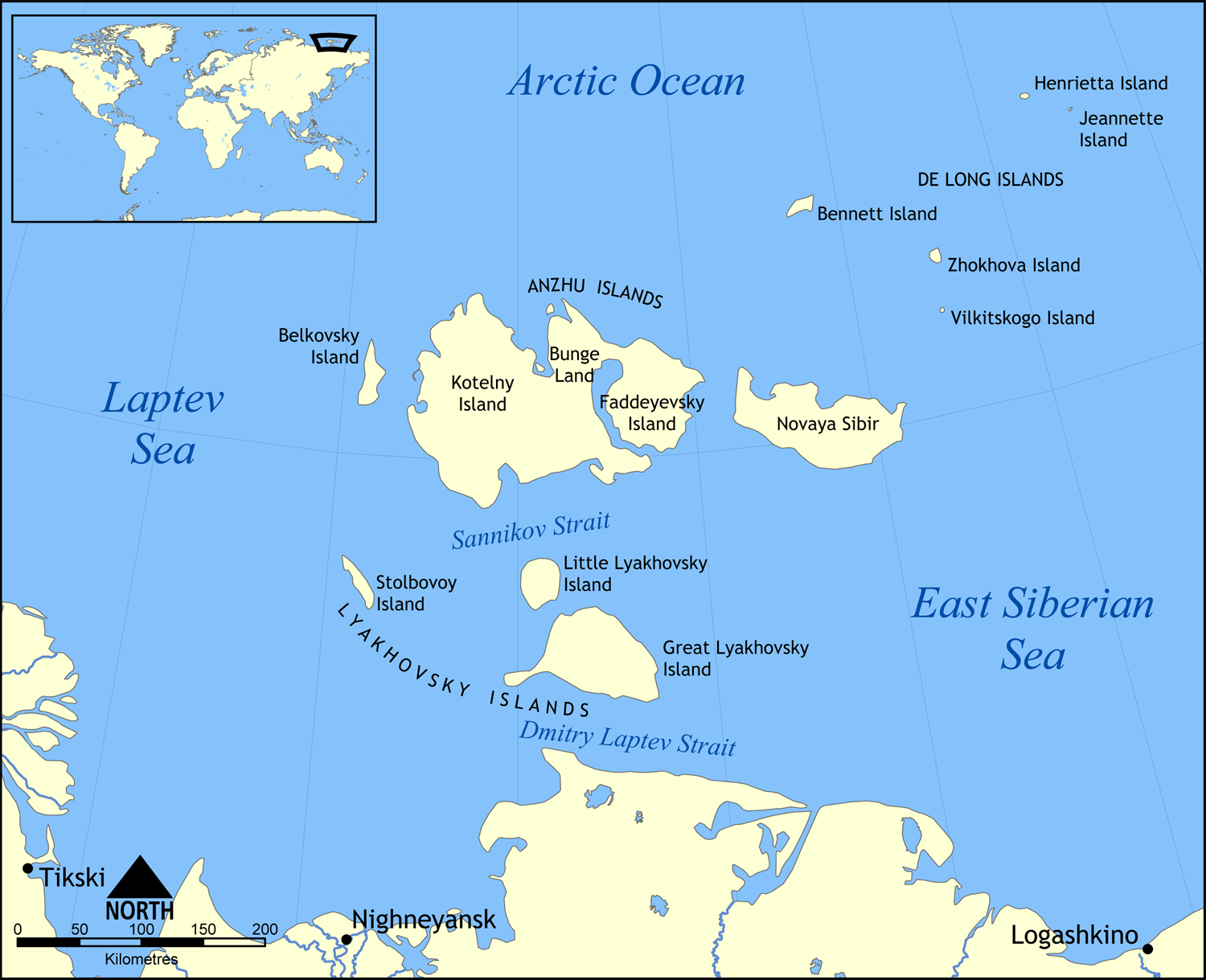
Mapa do arquipélago da Nova Sibéria.

As ilhas Anzhu (em russo:  острова Анжу) são um grupo de ilhas localizadas no Ártico siberiano (75° 28' 30" N 143° 02' 31" E ). Formam um subgrupo do arquipélago das ilhas da Nova Sibéria. Este grupo de ilhas é um território praticamente desabitado.
Administrativamente, as ilhas pertencem à República de Sakha (Yakutia) da Federação Russa.

## Geografia
As ilhas estão situadas entre o mar de Laptev e o mar da Sibéria Oriental, na zona ártica de Rússia. A superfície total das ilhas é de aproximadamente uns 29.000 km².
As principais ilhas do grupo de Anzhu são (de oeste para leste):
- Ilha Kotelny, nome mais dado ao arquipélago formado pelas ilhas Kotelny, Terra Bunge e Faddeyevsky, com 23.165 km²
- Ilha da Nova Sibéria, com 6.201 km², a 9º ilha da Rússia
- Ilha de Belkov, de 535 km²

## História
As ilhas Anzhu têm o seu nome em honra do oficial naval e explorador russo Pyotr Anzhu, que no decurso de uma expedição às costas siberianas dirigida por Ferdinand von Wrangel (1820-24) realizou o primeiro mapa das ilhas.